# Liste der denkmalgeschützten Objekte in Chrastavice
Grundlage dieser Liste der denkmalgeschützten Objekte in Chrastavice ist die ÚSKP-Liste (Ústřední seznam kulturních památek České republiky, deutsch Zentrale Liste der Kulturdenkmäler der Tschechischen Republik), die von der tschechischen Denkmalschutzbehörde NPÚ (Národní památkový ústav, deutsch Nationale Denkmalbehörde) seit 1987 geführt wird und an die seit dem Jahr 1850 geschaffenen Listen anschließt.

## Denkmalgeschützte Objekte nach Ortsteilen

### Chrastavice
| Lage                                                                             | Objekt                     | Beschreibung                 | ÚSKP-Nr.                  | Bild |
| -------------------------------------------------------------------------------- | -------------------------- | ---------------------------- | ------------------------- | ---- |
| Im Wald etwa 2 Kilometer nördlich von Chrastavice am Weg nach Milavče (Standort) | Grabhügel, Begräbnisstätte | archäologische Spuren        | 18793/4-4033 Info Katalog | BW   |
| Chrastavice, etwa 50 Meter westlich der Kirche an der Straßenecke (Standort)     | Sühnekreuz                 | mittelalterliches Steinkreuz | 103151 Info Katalog       | BW   |